# Mondly
A Mondly egy népszerű ingyenes nyelvtanuló alkalmazás, amely interaktív és játékos módon segíti a felhasználókat új nyelvek elsajátításában. Több mint 40 nyelv közül választhatnak a tanulni vágyók, beleértve a világ legnépszerűbb nyelveit, mint az angol, spanyol, francia, német és kínai, valamint kevésbé gyakori nyelveket is. A Mondly a VR oktatásban is úttörő, a Meta Quest bevezetésével a világ 10 legjobb VR-alkalmazása között szerepel.

## Története
A Mondly-t 2013-ban alapította Alexandru és Tudor Iliescu Brassóban, Erdélyben. Az ötletük az volt, hogy egy modern, felhasználóbarát nyelvtanulási platformot hozzanak létre, amely gyorsan adaptálható, és hatékonyan segít az embereknek új nyelveket tanulni. Alexandru és Tudor szenvedélyesen hittek abban, hogy a hagyományos nyelvtanulási módszereken lehetne javítani, és egy olyan alkalmazást fejlesztettek, amely rövid, interaktív leckékkel tanít, szemben a hosszú és gyakran nehezen érthető nyelvtani magyarázatokkal.
2016-ban a Mondly beépítette az alkalmazásába a VR-t és az AR-t. Ezek az innovációk azt tették lehetővé, hogy a felhasználók egy virtuális világban beszélgethessenek „élő” szereplőkkel, ami egy merőben új szintet jelentett a nyelvtanulásban. A VR és AR technológiákat kiegészítették a Mondly mesterséges intelligencián alapuló chatbotját, amely képes valós időben reagálni a felhasználók mondatainak tartalmára.
A Mondly az évek során számos díjat nyert el, amelyek igazolják a hatékonyságát és népszerűségét. Az alkalmazás több mint 100 millió felhasználót gyűjtött össze a világ több mint 190 országából, és ezzel az egyik legnagyobb nyelvtanuló platformmá vált.
Az Apple és a Google is számos alkalommal kiemelte a Mondly-t az „év legjobb alkalmazásai” között. Az innovatív technológiák, a könnyű használhatóság és a széles nyelvkínálat hozzájárult ahhoz, hogy a Mondly globális siker legyen.

## Nyelvek
| Nyelvek                    |
| -------------------------- |
| Angol (Egyesült Államok)   |
| Angol (Egyesült Királyság) |
| Spanyol                    |
| Francia                    |
| Német                      |
| Portugál                   |
| Litván                     |
| Olasz                      |
| Orosz                      |
| Norvég                     |
| Dán                        |
| Holland                    |
| Svéd                       |
| Arab                       |
| Koreai                     |
| Japán                      |
| Kínai (Kína)               |
| Görög                      |
| Román                      |
| Vietnámi                   |
| Indonéz                    |
| Lengyel                    |
| Hindi                      |
| Héber                      |
| Bolgár                     |
| Magyar                     |
| Ukrán                      |
| Cseh                       |
| Horvát                     |
| Lett                       |
| Finn                       |
| Perzsa                     |
| Thai                       |
| Afrikaans                  |
| Török                      |
| Bengáli                    |
| Latin                      |
| Katalán                    |
| Szlovák                    |
| Tagalog                    |
| Urdu                       |

## Fordítás
Ez a szócikk részben vagy egészben  a   Mondly című angol Wikipédia-szócikk ezen változatának fordításán alapul.  Az eredeti cikk szerkesztőit annak laptörténete sorolja fel. Ez a jelzés csupán a megfogalmazás eredetét és a szerzői jogokat jelzi, nem szolgál a cikkben szereplő információk forrásmegjelöléseként.